# Ščurki (Tone Čufar)
Ščurki je drama Toneta Čufarja iz leta 1936. Njena vzporedna varianta je groteska Mali Babilon. 

## Objava in uprizoritve
Drama ni bila objavljena, tiskopis pa hrani Slovenski gledališki muzej v Ljubljani. Ni znano, kdaj je delo doživelo krstno uprizoritev, so jo pa leta 1979 igrali v Slovenskem narodnem gledališču v Mariboru in v ta namen ponovno izdali tiskopis besedila. (COBISS)

## Osebe
- Mirko Burnik, študent
- Sonja Gradarjeva, študentka
- Henrik Trojan, gospod
- Maja, koketa
- Grobar
- Invalid
- Brezdomec
- Policaj
- Tihotapec, špekulant, tat, zlikovci
- Godci
- Lojzka, Gradarjeva sobarica

## Vsebina
Sonja in Mirko se dobita na zmenku na pokopališču, saj se morata skrivati pred Sonjinimi bogatimi starši, ki njune zveze ne odobravajo. Na pokopališču se prikaže gospod Henrik, ki ga na silo poročajo s Sonjo. Naveličan je življenja, želi storiti samomor. Sonja po sliki spozna Henrika, Mirko pa jo pregovori, da bi se seznanili. Henrik kasneje od invalida izve, kdo je Sonja,  zato sklene umreti. Ko si nastavi revolver na sence, se vanj zaleti brezdomec, ki želi v mrtvašnici prespati, tako da revolver ne povzroči škode. Sonja, ki je jezna na Mirka, si za spremljevalca izbere Henrika, Mirko pa seže v roko brezdomcu.
Skupinici se pridruži še lepa Maja, ki začne zapeljevati Henrika, kar spravi Sonjo v slabo voljo. Henrik želi poskrbeti za brezdomca. Istočasno čez pokopališki zid prilezejo trije zlikovci, ki so v mrtvašnici skrili tihotapljeni saharin. Zbudijo brezdomca in se v paniki razbežijo. Brezdomec naleti na Henrika, ki mu prinese zavoj hrane. Henrik brezdomca občuduje, saj nima ničesar, a hkrati ljubi življenje, zasmili pa se mu tudi Maja, ki ga vztrajno zasleduje, zato ji izroči denar, ki ga še ima. Napadejo ga zlikovci, saj so slišali o polni denarnici, a ne najdejo ničesar več. Bežati morajo pred policajem, ki se pojavi, saj je prej slišal strel.
V nadaljevanju Maja spretno zapeljuje Henrika, dokler ne izklepeta, da je imela opravka že z njegovim očetom. Henrik se počuti oropan in se iz obupa ustreli. Maja pobegne po pomoč k Mirku, pojavijo se godci z mestne zabave, za njimi pa policaj, ki jih želi kaznovati zaradi kaljenja nočnega miru. Odkrijejo mrliča, ga odnesejo v mrtvašnico, kjer presenetijo zlikovce, ki se lotevajo ukradenega sodčka. Prihitita tudi Maja in Mirko, Maja žaluje, godci in zlikovci se veselijo in pijejo, Mirko pa nazdravlja mrtvemu. Henrik se na lepem dvigne, a ga pijani tat zabode, češ da se ne bo norčeval iz njih. Brezdomec in Mirko tolažita Majo, ki je razočarana na svojim življenjem in si želi začeti na novo. Lojzka pripelje še objokano Sonjo, ki misli, da jo je Mirko zapustil. Srečno se objameta, vsi pa se obrnejo proti vzhodu, kjer se dani.